# Jump (canción de Every Little Thing)
«Jump» es el sencillo n.º 18 de la banda japonesa Every Little Thing, lanzado al mercado el día 17 de octubre del año 2001 bajo el sello avex trax.

## Detalles
A pesar de que este sencillo no es precisamente uno de los más populares o exitosos del dúo Mochida-Itō, sí es de gran importancia, principalmente si se considera el cambio de estilo musical que se toma desde este sencillo en adelante, que marca todo lo que ocurre con la música de la banda en el futuro. "jump" es el primer sencillo de la banda meramente de Pop rock, dejando de lado el Synth pop de permanente de ahora en adelante para todos sus demás lanzamientos -aunque también hay que considerar que fueron grabadas igualmente temas con ese estilo musical en tiempos posteriores, pero solo como temas incluidos en álbumes determinados, aparte del sencillo "Grip!" lanzado algún tiempo después.
Desde este sencillo la banda deja de lado el teclado para agregar de forma definitiva elementos como la batería, las guitarras y los bajos. Es de considerarse también que este tema es la primera composición de Kaori Mochida que se convierte en sencillo, aparte obviamente de su trabajo en la escritura de canciones que ya estaba presente desde la salida de Mitsuru Igarashi el año 2000. En la composición y arreglos participó el músico Akira Murata.
También este es el primer tema utilizado en comerciales para "Prostyle" (プロスタイル) de Kanebō, donde la misma Kaori es principal protagonista, junto con un gato.
El sencillo finalmente debutó en el puesto n.º 7 de las listas de Oricon, llegando a vender 107 mil copias. Considerando que su anterior sencillo "Graceful World" vendió casi 200 mil copias, se consideró a este sencillo un retroceso en las ventas que acostumbraba alcanzar ELT, pero igualmente considerando las ventas posteriores desde el 2001 hasta el presente, es uno de los sencillos que mejores ventas lograron.
El video musical de "jump" es uno de los más coloridos de la banda, y tiene como principal temática al amor y su importancia en la vida. Para promocionar el lanzamiento del álbum de remixes The Remixes III ~Mix Rice Plantation~ lanzado en febrero de 2002, fue grabado un nuevo video para la canción, esta vez de la versión remix de cubismo gráfico. Tanto el video de la versión original como de la versión remezclada fueron incluidos en el DVD recopilatorio THE VIDEO COMPILATION III, lanzado en el 2003.

## Canciones
1. «Jump»
2. «Jump» (Cubismo Gráfico Mix)
3. «Jump» (Instrumental)

- Datos: Q3266466